# Clock Tower II: The Struggle Within
Clock Tower II: The Struggle Within, conocido en Japón como Clock Tower Ghost Head (クロックタワーゴーストヘッド ?), es un videojuego de horror de supervivencia desarrollado por Human Entertainment y publicado por Agetec para PlayStation en 1998. Es una serie derivada de Clock Tower, y no tiene nada que ver con los juegos anteriores aparte de su sistema de juego.

## Sistema de juego
El sistema de juego se basa en esconderse y resolver acertijos, a diferencia de sus antecesores, en los que era necesario pelear a sus seguidores.
Clock Tower II consta de tres capítulos que pueden variar en tiempo según las decisiones que tome el jugador.  El valor real está en la diversidad de sus finales; pueden ser 13 diferentes y la mayoría terminan en la muerte del personaje principal en diversas formas violentas.  Las rutas para conseguir estos finales son muy confusas y difíciles, por lo que muchos jugadores utilizan guías para conseguirlas.

### Trama
En el video del inicio, se ve a dos personas con linternas cavando en un cementerio. Uno de ellos remueve la tierra y encuentra un bebé a punto de morir ahogado. Se llevaron a esta niña y la llamaron Alyssa.
17 años después aparece Alyssa Hale, ahora es una estudiante que ha estado teniendo visiones macabras de personas asesinadas y que sufre de un trastorno de identidad. Al pasar el tiempo, ella descubre que esos sueños macabros son realidad. Dentro de ella se encuentra una personalidad varonil, inmoral y sin sentimientos llamado Mr. Bates. Alyssa recibió de su padre un amuleto, que cuando es utilizado por ella, rechaza la presencia de Mr. Bates. Existe una maldición que ha tenido durante generaciones la familia Maxwell su esposa pega un grito de horror que se oye en toda la casa y es cuando da comienzo el acto de la muñeca maldita amarillenta Alyssa se anuncia en la casa pero nadie le responde ella ni sus primos ni los padres ella viendo están todos los zapatos en casa supone que están todos ella empieza a explorar la casa y se encuentra con un líquido amarillento que abunda en todo los lugares de la casa algo destacable en la búsqueda es que el brazo que se encuentra en el comedor cobra vida aun estando en un completo estado de necrosis su prima menor Stephany recibe a Jennifer pero totalmente ida de control y con un cuchillo esta la va a perseguir por toda la casa es entonces cuando Alyssa tiene que afrontar que debe de hacer uso de sus 2 personalidades para combatir todo tipo de obstáculos al subir al segundo piso de la casa nos encontraremos con una armadura de samurai del cual se encuentra su primo que se hallaba escondido dentro llamado Michael se encuentra con su tío y este no le intenta dar explicación más que eso la evita a toda costa  nos encontramos con Kathryn que es su tía y no la hace caso y no es consciente de que puede morir a manos de sus familiares 16 que relata sobre la estatua de que Alyssa como podía estar envuelta en esta maldición de Maxwell y con dichos poderes de nuevo baja a la entrada principal y se encuentra con su tío que le da la llave  para que se esconda philipp culpa alyssa de que acaben locos y endemoniados que son frutos de la maldición que trae Alyssa de los maxwell philipp con estrangula pero ella se escapa Alyssa se va hacia la chimenea para quemarla haciendo uso del queroseno y un encendedor quema el muñeco y un espíritu ardiente sale de entre el cuerpo de la pequeña cayendo esta inconsciente acto seguido esta también se desmaya ahora se halla es un hospital que con ayuda de un policía el se dispone a ir a casa de sus tíos con la información obtenida que están gravemente heridos el segundo acto comienza y se titulo la jaula ruidosa monstruosa resulta que ser que en el hospital al mismo nivel de peligro debido a que el personal del hospital y los pacientes están poseídos se encuentra con Bowman un reportero un superviviente de toda esta cadena de desgracias parece tener idea de lo que paso hace 16 años y sobre la maldición maxwell por lo que hace que la trama este mas simplificado se encuentra con la enfermera jefe y además le dice a Alyssa sobre las actividades del hospital alyssa obtiene de un libro del cual se queda intrigada por unas líneas en el que explicaban que daban uso de una toxina que afectaba al cerebro que se conformaba por una bacteria parasitaria creando otro cerebro anterior funcione haciendo el nuevo (huésped) funcional y a la merced del parásito Alyssa sospecha de lo que ha leído y le han dicho anteriormente y ya empieza a encajar las piezas de lo que se deriva ese líquido amarillento que abunda en el lugar la enfermera intenta suicidarse pero ella lo impide por la sencilla razón que se volverá zombie en algunas ocasiones hay una voz femenina que ayuda a Alyssa de sus peligros aparece una chica de la nada del cual es un completo misterio pero sabemos que le guarda un profundo odio iracundo hacia su persona  de nuevo nos encontramos con Bowman que le cuenta que hay un laboratorio farmacéutico que ha sido usado para fines experimentales en este punto del juego nos da a decidir si ir con el o no ir y este afecta al destino y a un recurrido del juego programado el caso de no ir con el el inspector vuelve aparecer y abre la puerta que estaba atrancada y de el aparece un zombie tomamos el control de la situación cuando al inspector no le quedan balas y es cuando nosotros si hemos obtenido un arma podremos hacer que este personaje sea superviviente temporalmente tomamos control de el inspector para matarlos y así concluye la segunda parte ella le comenta al inspector que vio a Philip entrar en el ya que su tío es el director del lugar razón del cual no debe de ser extraño dependiendo de lo anteriormente respondido estará vivo o asesinado del caso de estar vivo alyssa estará advertida de un asesino de lo contrario es el jugador el que experimenta ese descubrimiento a través de encuentros con ese asesino que lleva consigo una hacha gigante la chica lo cual nos lleva un odio finalmente nos hacemos con su nombre esta se llama shannon el asesino parece conocer muy bien a alyssa  ya que en uno de los intentos por acaba con ella revela información de lo más personal se encuentra con su padre esposado a una tubería y lo pone ella en libertad su padre se queda enfrentándose al asesino porque al parecer hubo algo pendiente entre ellos philipp empieza ha hablar con alyssa de una forma más profunda y dispuesta a colaborar y le cuenta entonces que todo esto es obra de un rumor nos encontramos de nuevo con bowman y nos pregunta si irnos con el durante la exploración nos encontramos en un lugar que da a un cementerio que es donde esta philip agonizando  finalmente en su lecho de muerte le confiesa que todo es un engaño su padre se encuentra ahora mismo con shannon y el le explica a shannon que no la mate porque no va a lograr nada si la mata  se suicide con cianuro y se revela que es la hermanastra de alyssa la protagonista ella quedó bajo la custodia de la madre que más tarde murió de una enfermedad estaba celosa de la relación que tenía con su padre que fue la que más dejó de lado en la última habitación nos encontramos a maxwell y a su padre pero en realidad la de todas es que maxwell es el padre de las niñas el otro lo envidiaba pero lo irónico de la historia es que maxwell se volvió loco ya que lo que más le importaba era su estatus y la imagen de su trabajo las hermanas gemelas en una familia maxwell estaba muy mal visto por lo que enterraron una viva pero tate la salvo aludiendo a low barrow de las anteriores entregas maxwell se las ingenio con su estatus y su don de gente para crear una gran farsa llena de entresijos creencias rituales y mentiras que en algunas generaciones de la familia Maxwell aparece un alter ego maligno y por ello es maldito tate aclaró en todo momento que el lo quiso como una hija y como a nadie que no como maxwell que era una herramienta  el hospital esta por explotar por tantos todos huyen menos Maxwell que durante la explosión muere revela mas con detalle la premisa introductoria del juego del entierro de como la desentierra y de como gira a que hubiera sido mejor que muriese pero es vuelto a la vida otra vez bajo el nombre de alyssa y dentro de ella vive de sus hermanos que no pudo sobrevivir siendo un alter oscuro que esta gestado en ella desde que es bebé.
Alyssa ha salido de un hospital mental, y se está quedando con la familia de una amiga. Cuando llega a la casa de la familia Tate, descubre el oscuro secreto de la Maldición de los Maxwell. Para sobrevivir, Alyssa tendrá que confiar en su lado oscuro, Mr. Bates.

### Calificación técnica
Clock Tower II es un videojuego en 3D para la PlayStation. Sus gráficos son de la primera generación de 3D, por lo tanto, son muy pobres para los mínimos actuales. El videojuego fue duramente criticado por los siguientes factores:
- No presentaba mejoras gráficas.
- Utiliza bajas resoluciones de polígonos en los personajes.
- Mala actuación de las voces de los personajes.
- La historia es inconsistente.

Pese a todos los factores, el videojuego consiguió muchos seguidores, principalmente por sus horribles finales.

## Personajes
- Alyssa Hale (御堂島 優 Midōshima Yū?)

La protagonista principal del juego. Se trata de una atormentada chica de 17 años que sufre de trastorno de personalidad múltiple. al principio del juego, se dirigía a pasar el fin de semana a casa de unos amigos de la familia. En realidad, Alyssa es el bebe que Allen Hale rescata de la cripta de los Maxwell en la escena introductoria, con el fin de causar la ruina de George Maxwell, el padre biológico de Alyssa. Su verdadero nombre es Lynn Maxwell. Su padre adoptivo, el director de un hospital, no pasaba mucho tiempo en casa con ella, por lo que pasó gran parte de su infancia sola y se volvió tímida y reservada. Cuando era una niña, Allen le regaló un amuleto que funciona como una fuente de poder místico y le permite mantener a raya a Bates. Alyssa posee también una intuición especial, que le hace relacionar cosas extrañas con fenómenos paranormales.
- Mr. Bates (翔 Shō?)

Bates es la otra personalidad de Alyssa, masculina y malvada. Los Maxwells, la familia de Alyssa, temían que algunos de sus hijos estuvieran malditos por la maldición y pudieran convertirse en monstruos (como Bobby y Dan Barrows de los anteriores juegos), así que los enterraban vivos en la cripta familiar apenas nacían, generación tras generación. Bates es cruel, injusto y frío, pero se muestra amable con Alyssa, si bien esto puede ser simple instinto defensivo. Se desconoce por completo la razón de su existencia. Aparentemente, mató a algunos chicos que se portaban mal con Alyssa, lo cual provocó que esta fuera internada en un asilo mental. En el juego, Bates domina a Alyssa cada vez que esta no lleva su amuleto y se encuentra en situación de riesgo o peligro. También es el lado combativo de Alyssa, ya que puede emplear armas. Está inspirado en Norman Bates, de la película Psicosis.
- Allen Hale (御堂島 崇 Midōshima Takashi?)

Allen es el tutor de Alyssa, pero su verdadera hija es Shannon Lewis. Tiempo atrás, trabajó con Philip Tate en el laboratorio de investigación de Farmacéuticas Memorial. Poseía un gran intelecto y genio científico que le situaban entre los mejores técnicos, hasta que George Maxwell, más brillante que él, llegó y ocupó su puesto. Debido a esto, conspiró con Tate para profanar la cripta de los Maxwell y hacerse con la hija ilegítima de George, Alyssa. Pero finalmente, en lugar de usar a Alyssa para provocar la ruina de los Maxwell, infectó una estatua de oro (también denominada Muñeca Amarilla) que también había robado de la cripta con un toxina cerebral, provocando que todo aquel que la tocase se volviera loco furioso, como zombis. Engañando a su mejor amigo Philip, para que la guardara supuestamente para impedir la maldición, cuando en realidad hacía que esta cobrara vida. Posteriormente le enviaría la estatua a Maxwell para que también se infectase.
- Philip Tate (鷹野 初 Takano Hajime?)

Tate es el director del laboratorio Memorial de investigaciones Farmacéuticas. A pesar de ser un cobarde, no duda al cometer crímenes si eso le ayuda a alcanzar sus ambiciones. Tate profana la tumba de Maxwell tras oír de Hale que la estatua contiene el secreto de la familia Maxwell. No cree en la maldición de los Maxwell, y esconde la estatua en un armario durante 16 años sin darse cuenta de la toxicidad que se acumula. Es un amigo de la familia Hales y el director de un laboratorio farmacéutico. Estudia los efectos del parásito de la gangrena: un parásito capaz de revivir cuerpos, transformándolos en Zombis.
- Kathryn Tate (鷹野 弥生 Takano Yayoi?)

Kathryn es la esposa de Philip Tate. No tiene demasiada importancia en la historia, además de ser la persona que contacta con los detectives que llevan a Alyssa al hospital. Kathryn pierde la esperanza cuando una de sus hijas se convierte en una criatura descerebrada y otra se convierte en un niño-zombie asesino. Eso ocurre por la muñeca maldita que Philip esconde en el armario, que es descubierta por Stephanie, la hija menor.
- Stephanie Tate (鷹野 千夏 Takano Chinatsu?)

La hija menor de los Tale, que va a primaria. Se convierte en un zombie asesino tras ser infectada por la toxina que Hale había colocado en la estatua dorada. Sin embargo regresa a la normalidad debido a una reacción química cerebral provocada al ver arder la estatua delante de sus ojos. El "espíritu" que se ve salir de su cuerpo es en realidad una alucinación de la mente de Alyssa, en realidad, Stephanie no estaba poseída por nada. Es el primer enemigo que el jugador encuentra en el juego. Se ríe con una risa maníaca e infantil que sirve como advertencia para cuando se dispone a atacar.
- Ashley Tate (鷹野 秋代 Takano Akiyo?)

La hija mayor de los Tale, que va al Instituto. Regresa a casa al principio del juego, pero es convertida en un zombie por la toxina y su propio padre se ve obligado a matarla cuando esta ataca a su madre. Alyssa descubre los distintos pedazos de su cuerpo esparcidos por la casa, rezumando sangre amarilla, y uno de sus brazos todavía moviéndose. Al parecer era una buena amiga de Alyssa.
- Michael Tate (鷹野 雅春 Takano Masaharu?)

El hijo mayor de los Tale, al que al parecer le gusta la informática y es un genio. Es infectado por la toxina y se oculta en una armadura para huir de Stephanie, pero se convierte en un zombie mientras está dentro. Es un enemigo muy peligroso, ya que la armadura le hace prácticamente invencible. Si Alyssa se topa con él, debe huir.
- Alex Corey (礎 等 Ishizue Hitoshi?)
- Doug Bowman (剛元 亘 Gōmoto Wataru?)
- Henry Kaplan (宇路 達士 Uro Tatsushi?)
- Jessica Cook (岸 温美 Kishi Atsumi?)
- Shannon Lewis (藤香 Fujika?)
- George Maxwell (才堂 不志人 Saidō Fushito?)